# Joud Farhoud
Joud Farhoud (arabisch جود فرهود, DMG Ǧūd Farhūd; * 2. Mai 2002) ist eine saudi-arabische Skirennläuferin.

## Karriere
Farhoud gab ihr internationales Renndebüt am 6. November 2023 bei einem Rennen der FIS-Entry-League in der Ski Dubai. Ihr erstes internationales Großereignis bestritt sie etwas mehr als ein Jahr später bei den Winter-Asienspielen 2025 in Harbin, wobei sie im Slalom den 19. Platz belegte. Nur eine Woche später nahm sie gemeinsam mit Fayik Abdi als erste saudi-arabische Skirennläufer an Alpinen Skiweltmeisterschaften teil, wobei Farhoud im ersten Durchgang des Slaloms ausschied.

## Erfolge

### Weltmeisterschaften
- Saalbach 2025: DNF Slalom

### Winter-Asienspiele
- Harbin 2025: 19. Slalom

### Weitere Erfolge
- 5 Platzierungen unter den besten 10 bei FIS-Rennen